# Kurt Ernsting
Kurt Werner Ernsting (* 6. November 1929; † 7. Dezember 2011 in Coesfeld) war ein deutscher Unternehmer und Mäzen. Er gründete das Textilunternehmen Ernsting’s family.

## Leben
Kurt Ernsting war der Sohn des Textilunternehmers Hugo Ernsting und wuchs in Coesfeld-Lette auf. Im Zweiten Weltkrieg verlor er durch Fliegerangriffe seinen Vater und seine Schwester und erlitt selbst eine Verwundung. Nach Kriegsende arbeitete er zunächst in der Landwirtschaft, baute dann aber das elterliche Geschäft in Coesfeld-Lette wieder auf. 1955 heiratete er seine langjährige Verlobte Elisabeth „Lilly“ Kleier (geb. am 25. Juli 1930, gest. am 15. März 2023)

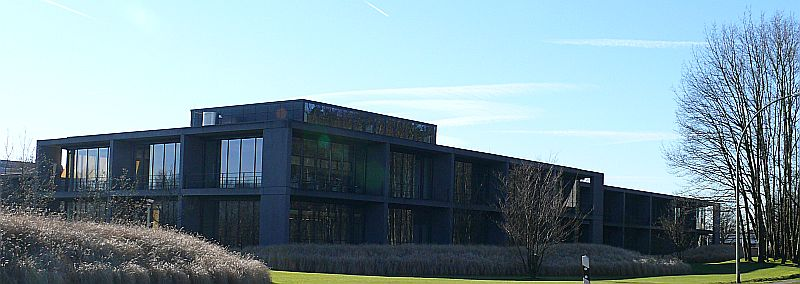
Hauptsitz von Ernsting’s family in Coesfeld-Lette

Den Grundstein für das spätere Großunternehmen Ernsting’s family mit Hauptsitz in Coesfeld-Lette legte Kurt Ernsting 1967 mit der Eröffnung des ersten „minipreis“-Geschäftes in der Waschküche seines Elternhauses. Er setzte dabei auf das Konzept der Selbstbedienung im Textilhandel. Ein Jahr später gründete er die „Minipreis Ernsting Handels-GmbH“ und begann mit dem kontinuierlichen Aufbau einer Filialkette. 1972 wurde das Unternehmen in „miniladen“ umbenannt. Seinen endgültigen Namen Ernsting’s family erhielt der Textilanbieter 1990. Als sich der Firmengründer 2007 aus dem operativen Geschäft zurückzog, übergab er ein anhaltend expandierendes Unternehmen. 2010 erwirtschaftete es mit rund 10.000 Mitarbeitern in 1600 Filialen einen Jahresumsatz von 700 Millionen Euro.
Weit über Coesfeld hinaus bekannt waren der Unternehmer und seine Frau daneben für ihr soziales und kulturelles Engagement, das sich nicht zuletzt aus ihrer starken, christlich motivierten Grundeinstellung speiste. Zusammen mit seiner Frau Lilly gründete Kurt Ernsting in den 1990er Jahren die Kurt und Lilly Ernsting Stiftung, die sozial-caritative Zwecke verfolgt, sowie 1995 die Ernsting Stiftung Alter Hof Herding, deren satzungsgemäße Aufgabe die Förderung von Kunst und Kultur in der Region Coesfeld ist. Die Stiftung finanzierte nicht nur das 2007 eröffnete Konzert Theater Coesfeld, sondern unterhält unter anderem auch das Kulturzentrum Alter Hof Herding mit dem Glasmuseum in Lette und den Kunstverein Münsterland. Weiter unterstützte die Stiftung den Trägerverein des Bahnhofs Lette. Außerdem übernahm die Ernsting Stiftung die erfolgreiche Umwandlung des militärisch geprägten Wehrbezirkskommando (WBK) in das Zentrum Wissen Bildung Kultur. Mit der von ihm ins Leben gerufenen Ernsting’s family Stiftungsprofessur unterstützte der Unternehmer das Studienzentrum Coesfeld der Fernuniversität Hagen.
Außerdem gründete das Ehepaar Ernsting in Lette die Kindertagesstätte „family Kita“ und unterstützte auch persönlich zahlreiche gemeinnützige Aktivitäten – oft als heimliche Sponsoren.
Als begeisterter Wanderer war Kurt Ernsting zudem ab Mitte der 1970er Jahre bis 1995 ehrenamtlich als Wanderwart für den Westfälischen Heimatbund tätig. Als sein Nachfolger in diesem Amt die Arbeit wegen der zunehmenden Aufgabenfülle nicht mehr leisten konnte, richtete Ernsting 2004 über die Ernsting Stiftung beim Westfälischen Heimatbund eine hauptamtliche Zweidrittelstelle für diesen Posten ein.
Zudem arbeitete Kurt Ernsting seit den 1980er Jahren eng mit dem karitativen Verein Herzenswünsche e. V. zusammen und sammelte gemeinsam mit seinen Mitarbeitern insgesamt mehr als zwei Millionen Euro für schwer kranke Kinder und Jugendliche.
Für sein umfangreiches Mäzenatentum würdigte ihn die Stadt Coesfeld am 28. August 2001 mit der Plakette für hervorragende Verdienste der Stadt Coesfeld und ernannte ihn und seine Frau am 23. Mai 2007 auf einstimmigen Ratsbeschluss hin zu Ehrenbürgern – den ersten nach dem Zweiten Weltkrieg. Im Jahr darauf verlieh der Bundespräsident Kurt Ernsting am 14. April das Verdienstkreuz 1. Klasse des Verdienstordens der Bundesrepublik Deutschland. Außerdem erhielt er am 1. März 2001 – ebenfalls gemeinsam mit seiner Frau – den Verdienstorden des Landes Nordrhein-Westfalen. Die Gemeinde Klieken, wo die Textilkette Ernsting’s family seit 1993 ein Vertriebszentrum besitzt, und in der sich der Unternehmer ebenfalls stark engagierte, widmete ihm 2007 die Kurt-Ernsting-Straße, eine zuvor namenlose Zufahrtsstraße zum Vertriebscenter des Unternehmens.
Kurt Ernsting starb am 7. Dezember 2011 im Alter von 82 Jahren an den Folgen einer langen, schweren Krankheit.